# Christian Beckmann (Footballspieler)
Christian Beckmann (* 1977) ist ein ehemaliger deutscher Footballspieler.

## Laufbahn
Der 1,91 Meter große, auf der Linebacker-Position eingesetzte Beckmann spielte ab 1997 bei den Hamburg Blue Devils und blieb bis 2006 Mitglied der Mannschaft. Er wurde mit den Hamburgern 2001, 2002 und 2003 deutscher Meister sowie 1997 und 1998 Eurobowl-Sieger.
Beckmann, der Betriebswirtschaftslehre studierte, stand im Aufgebot der deutschen Nationalmannschaft für die Weltmeisterschaft 2007 teil. Laut dem Magazin Huddle wurde er während der WM aus dem Kader gestrichen, als der deutsche American-Football-Verband von der NADA in Kenntnis gesetzt wurde, dass eine positive Dopingprobe von Beckmann vorlag.